# 京都市立八瀬小学校
京都市立八瀬小学校（きょうとしりつ やせしょうがっこう）は、京都府京都市左京区八瀬秋元町に所在する公立小学校。

## 沿革
- 1877(明治10)年8月18日：妙伝寺境内に八瀬尋常小学校開設。
- 1897(明治30)年10月7日：新校舎が現在校地（旧 八瀬村字河原筋）に竣工。
- 1917(大正6)年7月：高等科が併設。
- 1941(昭和16)年4月：国民学校施行令に伴い、校名を八瀬国民学校と改称。
- 1947(昭和22)年4月：6・3制の新学制発足に伴い、高等科が廃止。
- 1949(昭和24)年4月1日：愛宕郡八瀬村の京都市編入に伴い、京都市立八瀬小学校と改称。

## 通学区域
通学区域は以下の3地域。
- 八瀬秋元町
- 八瀬近衛町
- 八瀬野瀬町（標高293.6地点〜西塔橋以北。）

## 脚註